# Pfurnsee
Der Pfurnsee (italienisch Lago del Forno) ist ein Bergsee im oberen Ridnauntal auf dem Gebiet der Gemeinde Ratschings in Südtirol. Er liegt auf einer Höhe von 2456 m. Er ist ein geschütztes Naturdenkmal.